# Saviner (partida)
Saviner és una partida del terme municipal de Conca de Dalt, a l'antic terme de Toralla i Serradell, en territori del poble de Toralla.
Està situat a llevant de Toralla, al vessant sud-oriental de la muntanya de Saviner, al nord de la Carretera de Toralla. És al nord-oest de lo Batllet i al nord-est de Comellans.